# Flugplatz Eilenburg

i7
i11
i13
Der Flugplatz Eilenburg war ein im Verlauf der Geschichte unterschiedlich verwendeter Flugplatz nahe der sächsischen Kleinstadt Eilenburg. So wurde er in der DDR beispielsweise als Sport- und Militärflugplatz genutzt. Die NATO bezeichnete ihn mit dem Namen des nahe gelegenen Dorfes Mörtitz. Da das Gelände im kleinen Waldort Rote Jahne liegt, wird der Flugplatz auch oft mit diesem Namen bezeichnet.

## Lage
Das Flugplatzgelände befindet sich etwa 5 Kilometer nordöstlich der Stadt Eilenburg, die wiederum etwa 25 Kilometer nordöstlich von Leipzig liegt. Aufgrund der dortigen Schulen kann das Flugplatzgelände heute mit den Buslinien 230, 231, 232 der Vetter Verkehrsbetriebe erreicht werden.

## Geschichte
Der Flugplatz Eilenburg wurde 1936 unter dem Decknamen Maas eröffnet. Zunächst diente er als Einsatzhafen für die Luftwaffe, vor allem für die Flugzeugführerschule B31. Gegen Kriegsende lagen auf ihm auch Einheiten der Reichsverteidigung. Am 7., 11. und 13. April 1945 gab es Angriffe der amerikanischen Verbände auf den Flugplatz. Nach Kriegsende wurde das Areal fliegerisch zunächst nicht genutzt. Noch 1945 entstand auf dem Gelände ein Flüchtlingslager. Einer der Bewohner war der Schweizer Chemiker Roland Scholl, der – verwundet durch den alliierten Beschuss Dresdens – hier seinen Verletzungen erlag. Das Land wurde im Zuge der Bodenreform an Bauern vergeben, die Flugplatzgebäude wurden als MTS genutzt.
Ab 1959 wurden Teile des Areals durch Einheiten des Militärbezirkes III wieder militärisch genutzt. Ab 1966 diente der Flugplatz dem Ministerium für Staatssicherheit der DDR als Ausbildungsstätte für Fallschirmspringer unter dem Namen Fallschirmausbildungsbasis (FAB) „Alfred Scholz“. Hier hatte der Fallschirmsportclub Dynamo Eilenburg seinen Sitz. Nach dessen Auflösung, kurz nach dem Ende der DDR, trat der Fallschirmsportverein Eilenburg e. V. an seine Stelle, der den Platz noch bis zur Schließung als Trainingsplatz nutzte. Zuvor, in den 1980er Jahren war hier eine IL-14 der Nationalen Volksarmee, die zum Anti-Terror-Training genutzt wurde, stationiert. Bis 1990 war hier zudem eine Transportflugzeugkette der Verbindungsfliegerstaffel 14 stationiert, die aus Antonow An-2 bestand. Der Flugplatz verfügte über zwei Nahfunkfeuer sowie über acht Fertigteilbunker, die über das Flugplatzareal verteilt waren. Auch das Luftsturmregiment 40 nutzte Eilenburg zu Ausbildungszwecken. Das Rufzeichen des Flugplatzes war JOURNAL. In den 1970er Jahren sollte der Flugplatz zur Stationierung eines Kampfhubschraubergeschwaders ausgebaut werden. In einem Protokoll des Nationalen Verteidigungsrates heißt es:

„Wichtige Bauinvestitionsmaßnahmen: Schaffung der Voraussetzungen zur Dislozierung der neu aufzustellenden Hubschraubergeschwader 3 und 5 in den Räumen EILENBURG und BASEPOHL […] Neubau von Flugplätzen für die aufzustellenden Hubschraubergeschwader der Landstreitkräfte in den Räumen EILENBURG und BASEPOHL“

Für den Ausbau wurden 50 Millionen Mark bereitgestellt, jedoch entschied man sich letztendlich für Cottbus als Standort des Kampfhubschraubergeschwaders (KHG) 67.
Nach 1990 war am Flugplatz Eilenburg für kurze Zeit eine Ausbildungsstätte für die zivile Luftfahrt eingerichtet worden. Die ehemalige Kaserne wurde u. a. bis 1994 als Räumlichkeiten des Landratsamtes Eilenburg genutzt. Seit 1997 befinden sich in den Kasernen Jugendunterkünfte und schulische Einrichtungen. Die Start- und Landebahnen sowie der Hangar sind abgeriegelt; auf dem Gelände wurde von der Firma Juwi eine Photovoltaikanlage mit sechs Megawatt Leistung errichtet.

## Bilder

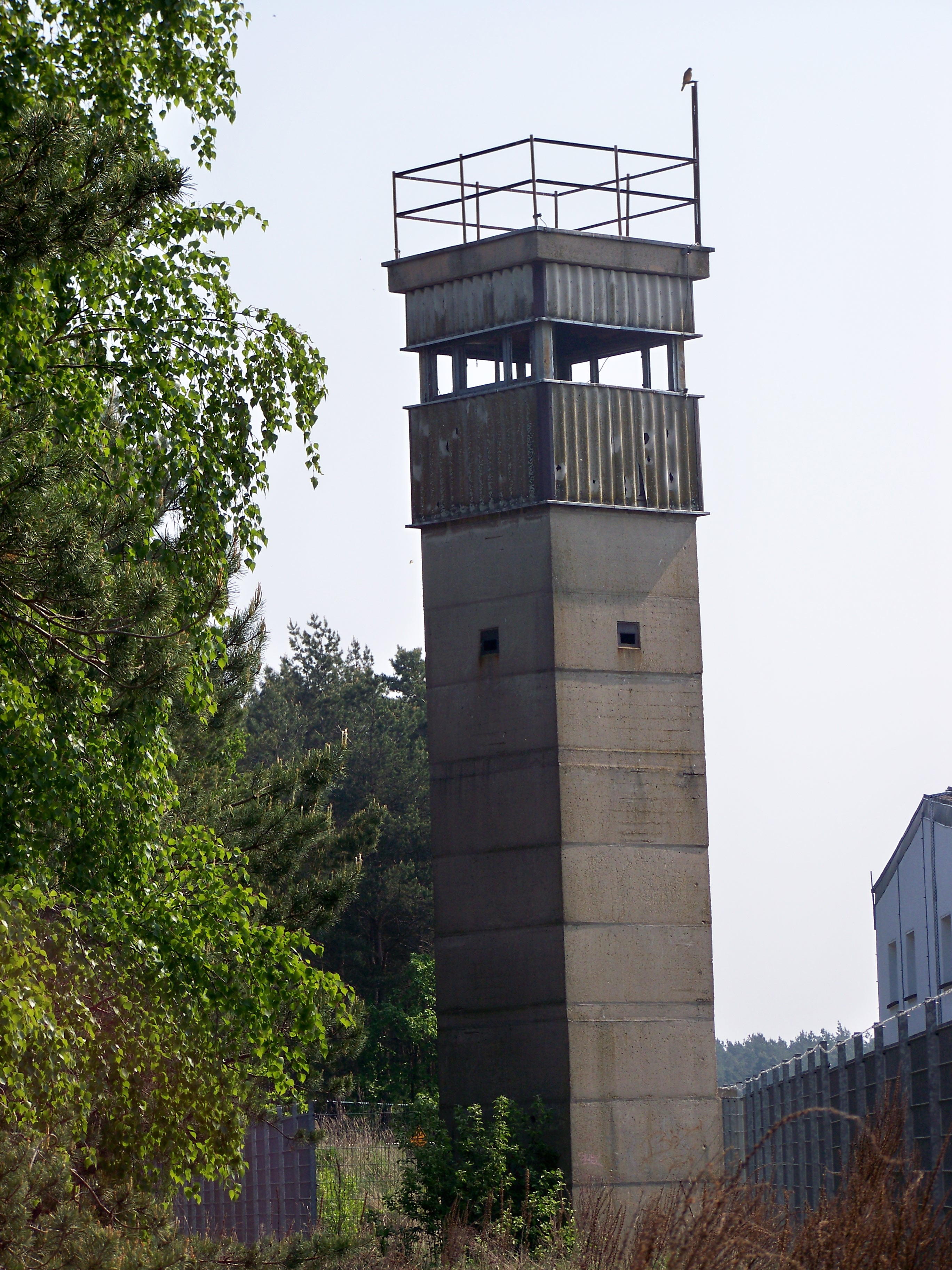
Einer von zwei Wachtürmen im nördlichen Flugplatzareal neben dem Hangar, seinerzeit Posten 3
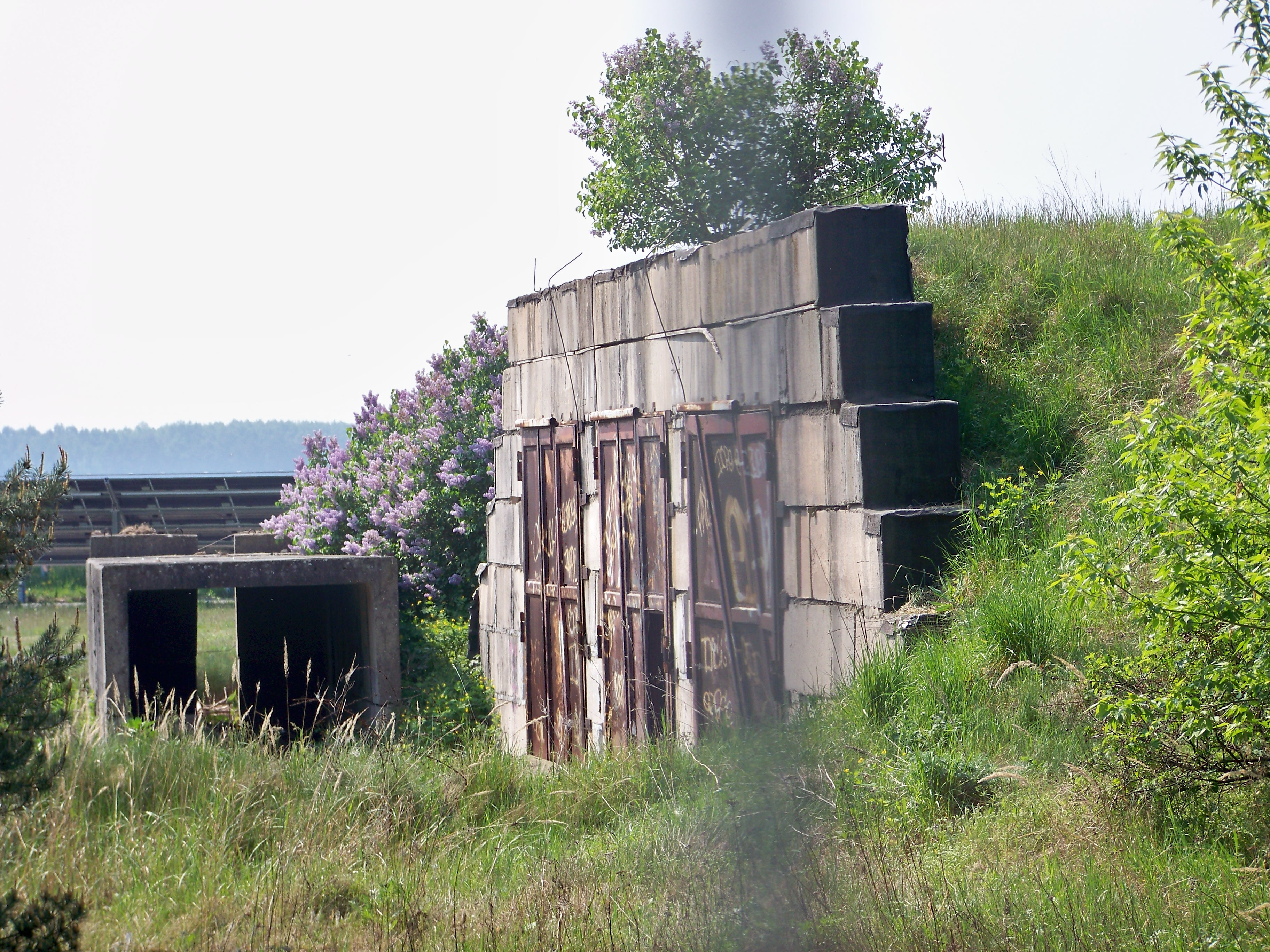
Bunkeranlage östlich des Hangars
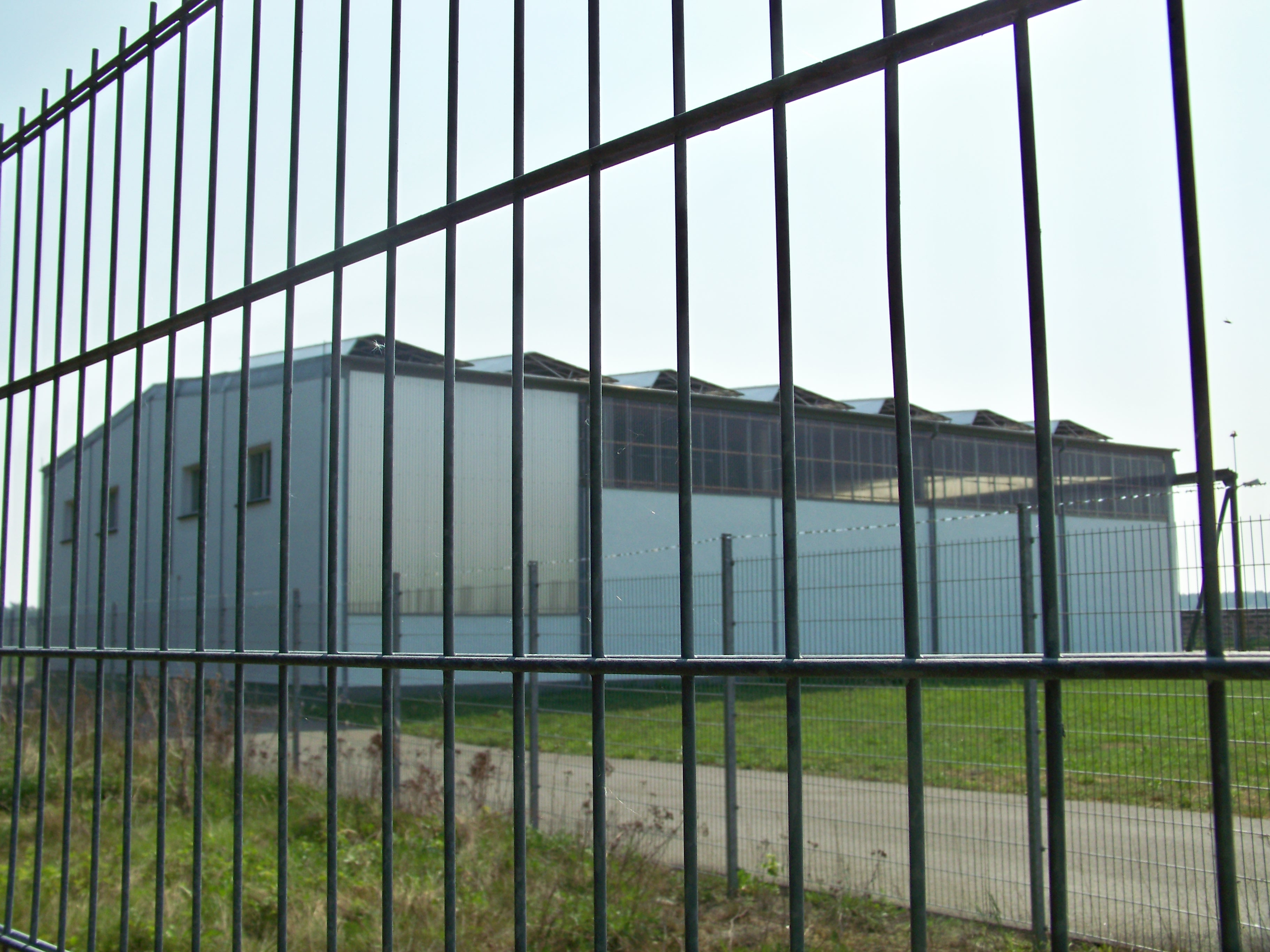
Der Hangar auf dem abgeriegelten Flugplatzgelände beherbergt heute die elektrischen Anlagen des Solarparks
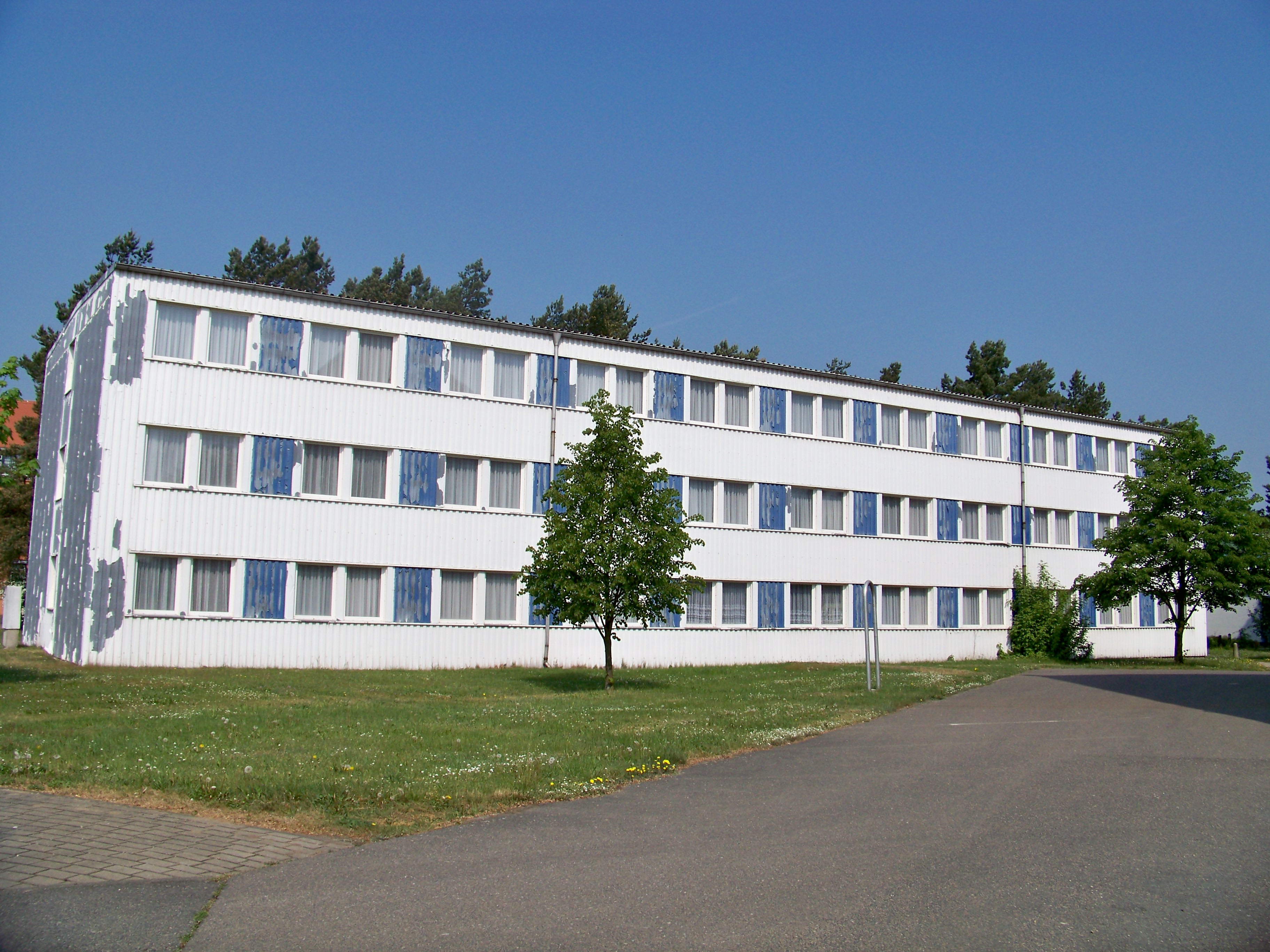
Nordöstlich des Flugplatzes befanden sich die Mannschaftsunterkünfte, das hier gezeigte Gebäude war den Lehrgangsteilnehmern (Fallschirmspringen u. a.) vorbehalten.